# Йозеф Логиня
Йозеф Логиня (словац. Jozef Lohyňa; нар. 13 квітня 1963, Златі Моравці, Нітранський край, ССР, ЧССР) — чехословацький і словацький борець вільного стилю, чемпіон, срібний та бронзовий призер чемпіонатів світу, срібний та чотириразовий бронзовий призер чемпіонатів Європи, бронзовий призер Олімпійських ігор.

## Життєпис
Боротьбою почав займатися з 1973 року. У 1983 році став срібним призером чемпіонату світу серед молоді.
Виступав за борцівські клуби «Rudej hvězda Praha» Прага та «Dunajplavba» Братислава. Тренер — Любомир Логиня.
Після завершення кар'єри борця перейшов на тренерську роботу. Серед вихованців — Андрей Фашанек, срібний призер чемпіонату Європи серед юніорів, учасник Олімпійських ігор.

## Спортивні результати на міжнародних змаганнях

### Виступи на Олімпіадах
| Змагання                    | Збірна         | Вагова категорія          | Місце  |
| --------------------------- | -------------- | ------------------------- | ------ |
| Літні Олімпійські ігри 1988 | Чехословаччина | вільна боротьба, до 82 кг | Бронза |
| Літні Олімпійські ігри 1992 | Чехословаччина | вільна боротьба, до 82 кг | 5      |
| Літні Олімпійські ігри 1996 | Словаччина     | вільна боротьба, до 90 кг | 4      |

### Виступи на Чемпіонатах світу
| Змагання                        | Збірна         | Вагова категорія          | Місце  |
| ------------------------------- | -------------- | ------------------------- | ------ |
| Чемпіонат світу з боротьби 1983 | Чехословаччина | вільна боротьба, до 82 кг | 4      |
| Чемпіонат світу з боротьби 1986 | Чехословаччина | вільна боротьба, до 82 кг | Бронза |
| Чемпіонат світу з боротьби 1989 | Чехословаччина | вільна боротьба, до 82 кг | 5      |
| Чемпіонат світу з боротьби 1990 | Чехословаччина | вільна боротьба, до 82 кг | Золото |
| Чемпіонат світу з боротьби 1991 | Чехословаччина | вільна боротьба, до 82 кг | Срібло |
| Чемпіонат світу з боротьби 1994 | Словаччина     | вільна боротьба, до 90 кг | 4      |
| Чемпіонат світу з боротьби 1995 | Словаччина     | вільна боротьба, до 90 кг | 6      |

### Виступи на Чемпіонатах Європи
| Змагання                         | Збірна         | Вагова категорія          | Місце  |
| -------------------------------- | -------------- | ------------------------- | ------ |
| Чемпіонат Європи з боротьби 1983 | Чехословаччина | вільна боротьба, до 82 кг | 4      |
| Чемпіонат Європи з боротьби 1984 | Чехословаччина | вільна боротьба, до 82 кг | 7      |
| Чемпіонат Європи з боротьби 1985 | Чехословаччина | вільна боротьба, до 82 кг | 4      |
| Чемпіонат Європи з боротьби 1986 | Чехословаччина | вільна боротьба, до 82 кг | Бронза |
| Чемпіонат Європи з боротьби 1987 | Чехословаччина | вільна боротьба, до 82 кг | Бронза |
| Чемпіонат Європи з боротьби 1988 | Чехословаччина | вільна боротьба, до 82 кг | 5      |
| Чемпіонат Європи з боротьби 1989 | Чехословаччина | вільна боротьба, до 82 кг | Срібло |
| Чемпіонат Європи з боротьби 1994 | Словаччина     | вільна боротьба, до 90 кг | Бронза |
| Чемпіонат Європи з боротьби 1995 | Словаччина     | вільна боротьба, до 90 кг | 4      |
| Чемпіонат Європи з боротьби 1998 | Словаччина     | вільна боротьба, до 85 кг | Бронза |

### Виступи на інших змаганнях
| Змагання                                  | Збірна         | Вагова категорія          | Місце  |
| ----------------------------------------- | -------------- | ------------------------- | ------ |
| Гран-прі Німеччини з боротьби 1986        | Чехословаччина | вільна боротьба, до 82 кг | Бронза |
| Гран-прі Німеччини з боротьби 1987        | Чехословаччина | вільна боротьба, до 82 кг | Срібло |
| Гала гран-прі FILA 1988                   | Чехословаччина | вільна боротьба, до 82 кг | Золото |
| Гран-прі Німеччини з боротьби 1989        | Чехословаччина | вільна боротьба, до 82 кг | Золото |
| Гран-прі Німеччини з боротьби 1990        | Чехословаччина | вільна боротьба, до 82 кг | 6      |
| Великі майстри олімпійської боротьби 1990 | Чехія          | вільна боротьба, до 82 кг | Золото |
| Гран-прі Німеччини з боротьби 1992        | Словаччина     | вільна боротьба, до 82 кг | 6      |
| Гран-прі Німеччини з боротьби 1994        | Словаччина     | вільна боротьба, до 90 кг | Срібло |
| Гран-прі Німеччини з боротьби 1995        | Словаччина     | вільна боротьба, до 90 кг | Золото |

### Виступи на змаганнях молодших вікових груп
| Змагання                                     | Збірна         | Вагова категорія          | Місце  |
| -------------------------------------------- | -------------- | ------------------------- | ------ |
| Чемпіонат світу з боротьби серед молоді 1983 | Чехословаччина | вільна боротьба, до 82 кг | Срібло |